# John Olver

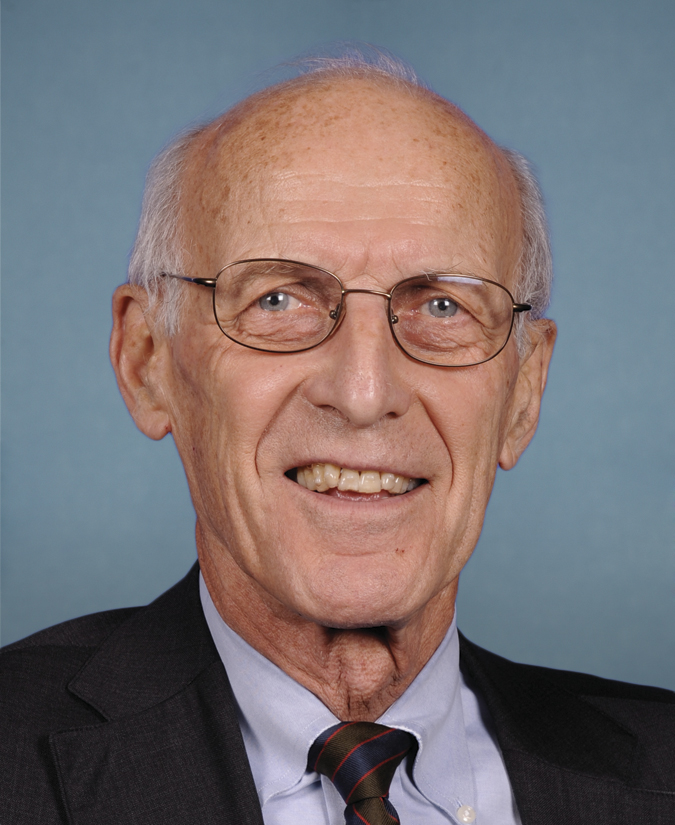
John Olver (2011)

John Walter Olver (* 3. September 1936 in Honesdale, Wayne County, Pennsylvania; † 23. Februar 2023 in Amherst, Massachusetts) war ein US-amerikanischer Politiker der Demokratischen Partei. Er vertrat den ersten Distrikt des Bundesstaats Massachusetts von 1991 bis 2013 im US-Repräsentantenhaus.

## Leben
John Olver studierte nach seinem Schulabschluss zunächst am Rensselaer Polytechnic Institute in Troy, wo er 18-jährig seinen Bachelor erwarb. Es folgten der Master-Abschluss an der Tufts University und der Ph.D. in Chemie am Massachusetts Institute of Technology (MIT). Später war er selbst Chemiedozent am Franklin Technical Institute in Boston, am MIT und an der University of Massachusetts Amherst. Olver lebt seit 1963 mit seiner Ehefrau Rose, einer Collegedozentin, in Amherst.

## Politik
Der Demokrat Olver verbrachte zwischen 1969 und 1973 zunächst zwei Amtsperioden im Repräsentantenhaus von Massachusetts und gehörte in der Folge dem Staatssenat bis 1991 an. Am 18. Februar dieses Jahres verstarb Silvio O. Conte, der den 1. Kongresswahlbezirk von Massachusetts seit 1959 als Republikaner in Washington vertreten hatte, kurz nach Beginn seiner 17. Amtszeit. Olver trat zur Nachwahl gegen den Republikaner Steven Pierce an und siegte knapp, womit er als erster Demokrat seit 1895 diesen Sitz errang. Er wurde am 18. Juni 1991 von Thomas Stephen Foley, dem Sprecher des Repräsentantenhauses der Vereinigten Staaten vereidigt und trat sein Amt damit offiziell am selben Tag an.
Er entschied auch die nächste reguläre Wahl im Jahr 1992 für sich und wurde seitdem stets wiedergewählt. Der zuvor den Republikanern zugerechnete 1. Wahlbezirk, der neben Städten wie Pittsfield und Fitchburg vor allem ländliche Gebiete im Westen des Bundesstaates umfasst, ist mittlerweile eine Hochburg der Demokraten. So wurde 1994, im Jahr der Republican Revolution, nicht einmal ein Gegenkandidat aufgestellt. Lediglich 1996 war der Wahlausgang etwas knapper, als Jane Swift für die Republikaner antrat. Zuletzt wurde Olver 2010 mit 60 Prozent der Stimmen bestätigt.
Bei den Wahlen im November 2012 trat Olver nicht zur Wiederwahl an, was damit zusammenhängt, dass nach dem United States Census 2010 ein Kongresswahlbezirk in Massachusetts weggefallen ist. Am 3. Januar 2013 schied Olver aus dem Kongress aus.

### Politische Positionen
Olver äußerte sich immer wieder kritisch zum zurückhaltenden Engagement der Vereinigten Staaten im Darfur-Konflikt. Er war einer von fünf Kongressabgeordneten, die am 28. April 2006 vor der sudanesischen Botschaft gegen das Regime des afrikanischen Staates protestierten und deswegen vorübergehend in Gewahrsam genommen wurden; dazu zählten außerdem Tom Lantos, Sheila Jackson Lee, Jim McGovern und Jim Moran.
Nach der Präsidentschaftswahl 2004 gehörte Olver zu den 31 demokratischen Kongressmitgliedern, die aufgrund von Unregelmäßigkeiten das Wahlergebnis in Ohio nicht anerkannten. Vor der Präsidentschaftswahl 2008 war er Superdelegierter zur Democratic National Convention und unterstützte den späteren Präsidenten Barack Obama.
John Olver gilt als Vertreter des liberalen Flügels der Demokraten. Die American Civil Liberties Union, eine liberale Bürgerrechtsorganisation, stufte ihn in ihrer Bewertung seines Abstimmungsverhalten bei 95 Prozent Zustimmung ein; im Gegensatz dazu erreicht er bei der American Conservative Union eine Übereinstimmung von zwei Prozent. Bei Abtreibungen ist er ein Befürworter der Pro-Choice-Politik.